# Santiago Cacaloxtepec
Santiago Cacaloxtepec là một đô thị thuộc bang Oaxaca, México. Năm 2005, dân số của đô thị này là 1496 người.